# Adventure, Mystery, and Romance
Adventure, Mystery and Romance: Formula Stories as Art and Popular Culture è un saggio pubblicato nel 1976 da John G. Cawelti, autore che è stato uno dei pionieri nello studio della cultura popolare in ambito accademico; Adventure, Mystery and Romance: Formula Stories as Art and Popular Culture è una delle sue opere più importanti, in cui l'autore analizza le formule utilizzate nei generi popolari e argomenta la rilevanza dei generi nella letteratura.